# Torre de Llagostera de Dalt
La Torre de Llagostera de Dalt és una obra de Taradell (Osona) inclosa a l'Inventari del Patrimoni Arquitectònic de Catalunya.

## Descripció
Torre de planta rectangular (9x11), es coberta a quatre vents amb una torres central que fa de claraboia, es de planta quadrada i coberta a quatre vessants, la façana situada al NE presenta un portal d'arc rebaixat i datat i diverses obertures a la planta i 1er p. Al SE sobresurt un cos de porxos coberts per una vessant que presenta arcs rebaixats sostinguts per pilars a la planta i al 1er hi ha tres obertures de doble arcada rebaixada casa una d'elles i les tres arrencades d'arc centrals en lloc d'assentar-se damunt un pilar estan suspeses i decorades amb un cul de llàntia. Al SO s'hi obre un portalet i diverses finestretes. Al NO s'hi obren tres finestres una a cada pis de l'edifici principal. La torre central té unes obertures protegides per vidres de colors empalomats (vermell i negre), la teulada és de ceràmica i damunt un ou del mateix hi ha un parallamps i un penell. Tot de forja.
Hi ha una antiga conducció d'aigua datada el 1813 que conduïa el líquid a la fàbrica de Can Mastrot de Vic.
Al costat hi ha una cabana de planta rectangular (8 x 15 m.), coberta a dues vessants amb carener paral·lel a la façana, situada a ponent, davant l'antiga era sostre i un altell fet amb llates.
A la part de migdia presenta petits foradets al mur i un òcul sota el carener, al cim de la teulada hi ha un penell que senyala el nord i està coronat per una creu.
La façana de ponent presenta una gran portalada amb arc rebaixat fet de totxo i amb un carreu de pedra datat, també té els foradets, com a migdia, però més espaiats.
El costat nord és com la banda sud. A llevant s'hi adossa un cos de construcció recent. Prop de la cabana s'hi conserva una bonica era enllosada. És un lloc ple de fonts i molta aigua, d'on prové el nom de Llagostera [Lloc enllotat].
Conté una capella adossada de planta rectangular, coberta a una vessant i adossada a la part nord-oest de la torre. Només la planta està destinada a dependències de la casa.
A la façana nord-est, hi ha el portal, que és rectangular i té un frontó triangular al damunt, i s'obren finestres rectangulars. A la part més alta del teulat, flanquejant la casa hi ha un campaneret d'espadanya, amb una campana que no és l'original, ja que va desaparèixer durant la guerra del 1936 i una creu de forja calada damunt el carener.
A la façana nord-oest hi ha tres finestres a la planta i tres més al primer pis.
Al sud-oest hi ha una finestra i un portalet a la planta. S'accedeix a l'interior amb una porta forana i una altra que comunica amb l'habitatge.
A l'interior hi ha motllures de guix i pintures.
Davant la capella hi ha un coll de pou de pedra picada -substituint un d'antic que era de maçoneria- amb forjats i corriola. El portal està datat: "1884".

## Història
El lloc de la Llagostera el trobem esmentat en 913 i consta en els llistats de masies anteriors a 1325, està també registrada en els fogatges de 1553 però de la parròquia de Santa Eugènia de Berga. A partir del S.XIX però en els documents ja hi consta una Llagostera de Baix i l'altra de Dalt, no obstant, la història de la torre de la Llagostera va lligada a la primitiva Llagostera de Dalt, ja que fins a l'any 1975 van romandre unides. Aquesta torres com l'església és producte d'una reforma i ampliació del S.XIX com podem comprovar a les seves línies clarament historicistes i amb els arcs del porxo que ens recorden obres del renaixement.
El portal de la façana duu la data de 1864 i el portal interior del porxo 1975.